# سترویتس (استان اوپوله)
سترویتس (به لهستانی: Strojec) یک منطقهٔ مسکونی در لهستان است که در گمینا پراشکا واقع شده‌است. سترویتس ۱٬۱۰۰ نفر جمعیت دارد.